# Valdeverdeja
Valdeverdeja è un comune spagnolo di 647 abitanti situato nella comunità autonoma di Castiglia-La Mancia.